# Ocean Ridge (Florida)
Ocean Ridge es un pueblo ubicado en el condado de Palm Beach en el estado estadounidense de Florida. En el Censo de 2010 tenía una población de 1.786 habitantes y una densidad poblacional de 386,75 personas por km².

## Geografía
Ocean Ridge se encuentra ubicado en las coordenadas 26°31′41″N 80°2′51″O / 26.52806, -80.04750. Según la Oficina del Censo de los Estados Unidos, Ocean Ridge tiene una superficie total de 4.62 km², de la cual 2.24 km² corresponden a tierra firme y (51.43%) 2.38 km² es agua.

## Demografía
Según el censo de 2010, había 1.786 personas residiendo en Ocean Ridge. La densidad de población era de 386,75 hab./km². De los 1.786 habitantes, Ocean Ridge estaba compuesto por el 97.48% blancos, el 0.17% eran afroamericanos, el 0% eran amerindios, el 0.84% eran asiáticos, el 0% eran isleños del Pacífico, el 0.56% eran de otras razas y el 0.95% pertenecían a dos o más razas. Del total de la población el 4.31% eran hispanos o latinos de cualquier raza.